# Белич, Йорданка
Йорданка Белич (серб. Јорданка Белић; род. 12 января 1964, Будожеля, СР Сербия, Югославия) — сербская, шахматистка, гроссмейстер (2000) среди женщин.
В составе сборных Югославии (1990) и Германии (1994—1996, 2002) участница 4-х Олимпиад и 5-го командного чемпионата Европы (2003, Пловдив) за Германию.